# Цикладска цивилизация
Цикладската цивилизация е археологическа култура на бронзовата епоха, съществувала през 3 – 2 хилядолетие пр.н.е. на Цикладите (Цикладския архипелаг, част от Егейските острови в Егейско море - сега в Гърция). Съставна част е от т.нар. егейски цивилизации.
Хронологията на Цикладската цивилизация се дели на 3 големи периода: ранен, среден и късен, обхващащи от 3000 до 2000 г. пр. Хр.

## Население
Първите човешки поселения на островите датират към средния и късния неолит. Островите са посещавани още през VII хилядолетие пр. Хр., но с разпространението на металодобивните технологии през ранната бронзова епоха започва разцвет, свързван с природните им ресурси. 
Самоназванието на народите, обитавали островите, не е известно, но древногръцкият историк Херодот ги нарича лелеги. За лелегите се споменава и в други древногръцки източници, в смисъл, че са поробени и асимилирани от карийците от Западна Мала Азия. Тукидид разказва, че когато по време на Пелопонеските войни атиняните извършват очищение на о. Делос „вдигнали гробовете на мъртъвците и се оказало, че повече от половината били карийци“:с. 26

## Култура
На Парос има мед, на Наксос и Кеос – олово и сребро, на Сифнос – злато. Това способства възникването на селища, укрепени със стени и кули (Кастри на Сирос). Добре проучени са само селищата на о. Мелос (Милос) и на о. Сирос:с. 23. Погребенията се извършват отначало в каменни камери (цисти), а след това в куполни гробници. Намерени са медни и сребърни украшения, оръдия на труда и оръжие.
Към 2800 – 2400 г. пр. Хр обитателите на островите строят многовеслови кораби, задвижвани от гребци, понякога до 17 реда. Селищата са обкръжени с масивни крепостни стени (Полиохни на Лемнос, Терми на Лесбос и др.):с. 25.
Разкопки в Кносос на остров Крит разкриват влияние на цикладската култура върху Кносос в периода между 3400 и 2000 пр. Хр. Към края на третото и през второто хилядолетие пр.н.е. се наблюдава значителна конвергенция с Минойската цивилизация. След 1400 г. пр. Хр. късномикенската керамика добива широко разпространение на Цикладите.